# Euphorbia ellipsifolia
Euphorbia ellipsifolia är en törelväxtart som beskrevs av Alexander Gilli. Euphorbia ellipsifolia ingår i släktet törlar, och familjen törelväxter.
Artens utbredningsområde är Ecuador. Inga underarter finns listade i Catalogue of Life.